# Filmjahr 1962
Liste der Filmjahre

◄◄ | ◄ | 1958 | 1959 | 1960 | 1961 | Filmjahr 1962 | 1963 | 1964 | 1965 | 1966 | ► | ►►

Weitere Ereignisse

## Ereignisse
- 16. Januar: In Jamaika beginnen die Dreharbeiten des ersten James-Bond-Films: James Bond – 007 jagt Dr. No.
- 21. Februar: Der Bayerische Rundfunk sendet mit „Spuk in der Werkstatt“ die erste Folge der Hörspielreihe Meister Eder und sein Pumuckl. Die typische Pumuckl-Stimme stammt von Hans Clarin.
- 28. Februar: Die Veröffentlichung des Oberhausener Manifests markiert die Geburtsstunde des „Jungen deutschen Films“ und damit auch den Beginn der gesellschaftspolitischen Trendwende der bundesdeutschen Filmkultur nach dem Zweiten Weltkrieg.
- 19. Mai: Auf einer Geburtstagsgala für den US-Präsidenten John F. Kennedy im Madison Square Garden in New York hat Marilyn Monroe ihren letzten Auftritt in der Öffentlichkeit. Anlässlich seines Geburtstages singt die Schauspielerin ein selbstgeschriebenes Lied, mit dem Titel Happy Birthday, Mr. President.
- 8. Juni: Marilyn Monroe wird aus der Produktion von Something’s Got to Give fristlos entlassen.
- 19. Juni: Der Howard-Hawks-Film Hatari! wird in den Vereinigten Staaten uraufgeführt.
- 5. August: Die Filmschauspielerin Marilyn Monroe wird in ihrer Wohnung in Los Angeles leblos aufgefunden. Die am selben Tag durchgeführte Autopsie ergibt als Todesursache eine tödliche Medikamentenvergiftung.
- Der erste James-Bond-Film Dr. No startet am 5. Oktober in den englischen und am 25. Januar 1963 in den deutschen Kinos.
- Mit Der Schatz im Silbersee kommt am 12. Dezember der erste von der Rialto Film produzierte Karl-May-Film in die Kinos. Die Filmmusik des deutschen Komponisten Martin Böttcher für diesen Film wurde prägend für die weiteren Karl-May-Verfilmungen.
- Sieger der BRAVO Otto Leserwahl 1962:
  - Kategorie – männlicher Filmstar: Gold O. W. Fischer, Silber Rock Hudson, Bronze Anthony Perkins
  - Kategorie – weiblicher Filmstar: Gold Ruth Leuwerik, Silber Christine Kaufmann, Bronze Sophia Loren

## Top 10 der erfolgreichsten Filme

### In Deutschland
Die zehn erfolgreichsten Filme an den deutschen Kinokassen nach Besucherzahlen:
| Platz |                                  | Besucher   |
| ----- | -------------------------------- | ---------- |
| 1.    | Der Schatz im Silbersee          | 10.048.900 |
| 2.    | Kohlhiesels Töchter              | 6.668.000  |
| 3.    | Der längste Tag                  | 5.020.100  |
| 4.    | Die siegreichen Drei             | 5.050.000  |
| 5.    | Die Fledermaus                   | 4.788.000  |
| 6.    | Das schwarz-weiß-rote Himmelbett | 4.302.000  |
| 7.    | Ein Pyjama für zwei              | 4.059.000  |
| 8.    | Taras Bulba                      | 3.825.000  |
| 9.    | Das Gasthaus an der Themse       | 3.600.000  |
| 10.   | Frühstück bei Tiffany            | 3.415.000  |

### In den USA
Die zehn erfolgreichsten Filme an den US-amerikanischen Kinokassen nach Einspielergebnis.
| Platz | Filmtitel                       | Einspielergebnis in US-Dollar |
| ----- | ------------------------------- | ----------------------------- |
| 1.    | The Longest Day                 | 15.250.000                    |
| 2.    | Lawrence of Arabia              | 15.000.000                    |
| 3.    | The Music Man                   | 8.000.000                     |
| 4.    | That Touch of Mink              | 7.942.000                     |
| 5.    | Mutiny on the Bounty            | 7.410.000                     |
| 6.    | To Kill a Mockingbird           | 7.112.000                     |
| 7.    | Hatari!                         | 7.000.000                     |
| 8.    | Gypsy                           | 6.000.000                     |
| 9.    | Bon Voyage! The Interns         | 5.000.000                     |
| 10.   | Die Abenteuer des Kapitän Grant | 4.900.000                     |

## Filmpreise

### Golden Globe Award
Am 5. März findet im Beverly Hilton Hotel die Golden-Globe-Verleihung statt.
- Bestes Drama: Die Kanonen von Navarone von J. Lee Thompson
- Bestes Musical: West Side Story von Robert Wise
- Beste Komödie: A Majority of One von Mervyn LeRoy
- Bester Schauspieler (Drama): Maximilian Schell in Urteil von Nürnberg
- Beste Schauspielerin (Drama): Geraldine Page in Summer and Smoke
- Bester Schauspieler (Musical/Komödie): Glenn Ford in Die unteren Zehntausend
- Beste Schauspielerin (Musical/Komödie): Rosalind Russell in A Majority of One
- Bester Nebendarsteller: George Chakiris in West Side Story
- Beste Nebendarstellerin: Rita Moreno in West Side Story
- Bester Regisseur: Stanley Kramer für Urteil von Nürnberg
- Cecil B. DeMille Award: Judy Garland

### Academy Awards
Die Oscarverleihung findet am 9. April im Santa Monica Civic Auditorium in Santa Monica statt. Moderator ist Bob Hope.
- Bester Film: West Side Story von Robert Wise
- Bester Hauptdarsteller: Maximilian Schell in Urteil von Nürnberg
- Beste Hauptdarstellerin: Sophia Loren in Und dennoch leben sie
- Bester Regisseur: Robert Wise und Jerome Robbins für West Side Story
- Bester Nebendarsteller: George Chakiris in West Side Story
- Beste Nebendarstellerin: Rita Moreno in West Side Story
- Bester Song: Henry Mancini für Moon River in Frühstück bei Tiffany
- Beste Musik: Henry Mancini für Frühstück bei Tiffany
- Bester fremdsprachiger Film: Wie in einem Spiegel von Ingmar Bergman
- Irving G. Thalberg Memorial Award: Stanley Kramer

Vollständige Liste der Preisträger

### Internationale Filmfestspiele von Cannes 1962
Das Festival in Cannes findet vom 7. Mai bis zum 23. Mai statt.
- Goldene Palme: Fünfzig Stufen zur Gerechtigkeit von Anselmo Duarte
- Bester Schauspieler: Dean Stockwell, Jason Robards und Ralph Richardson in Long Day's Journey Into Night und Murray Melvin in Bitterer Honig
- Beste Schauspielerin: Katharine Hepburn in Long Day's Journey Into Night und Rita Tushingham in Bitterer Honig

### Internationale Filmfestspiele Berlin 1962
Das Festival in Berlin findet vom 22. Juni bis zum 3. Juli statt. Die Jury unter Präsident King Vidor wählt folgende Preisträger aus:
- Goldener Bär: Nur ein Hauch Glückseligkeit von John Schlesinger
- Bester Schauspieler: James Stewart in Mr. Hobbs macht Ferien
- Beste Schauspielerin: Rita Gam und Viveca Lindfors in No Exit
- Bester Nebendarsteller: Pierre Brice in Los Atracadores
- Bester Regisseur: Francesco Rosi für Wer erschoss Salvatore G.?

### Filmfestspiele von Venedig
Das Festival in Venedig findet vom 25. August bis zum 8. September statt.
- Goldener Löwe: Tagebuch eines Sünders von Valerio Zurlini und Iwans Kindheit von Andrej Tarkowski
- Bester Schauspieler: Burt Lancaster in Der Gefangene von Alcatraz
- Beste Schauspielerin: Emmanuelle Riva in Thérèse Desqueyroux

### Deutscher Filmpreis
- Bester Film: Das Brot der frühen Jahre
- Beste Hauptdarstellerin: Vera Tschechowa für Das Brot der frühen Jahre
- Bester Hauptdarsteller: Richard Münch für Das Wunder des Malachias
- Bester Nebendarsteller: Walter Giller für Zwei unter Millionen

### British Film Academy Award
- Bester Film: Die Ballade vom Soldaten von Grigori Tschuchrai und Haie der Großstadt von Robert Rossen
- Bester britischer Darsteller: Peter Finch für Und morgen alles
- Bester ausländischer Darsteller: Paul Newman für Haie der Großstadt
- Beste britische Darstellerin: Dora Bryan für Bitterer Honig
- Beste ausländische Darstellerin: Sophia Loren für Und dennoch leben sie

### Étoile de Cristal
- Bester Film: Jules und Jim von François Truffaut
- Bester Darsteller: Alain Delon in Halt mal die Bombe, Liebling
- Beste Darstellerin: Jeanne Moreau in Jules und Jim
- Bester ausländischer Film: Viridiana von Luis Buñuel
- Bester ausländischer Darsteller: Albert Finney in Samstagnacht bis Sonntagmorgen
- Beste ausländische Darstellerin: Lucyna Winnicka in Mutter Johanna von den Engeln

### National Board of Review
- Bester Film: Der längste Tag von Ken Annakin, Andrew Marton, Bernhard Wicki
- Beste Regie: David Lean für Lawrence von Arabien
- Bester Hauptdarsteller: Jason Robards in Eines langen Tages Reise in die Nacht und Zärtlich ist die Nacht
- Beste Hauptdarstellerin: Anne Bancroft in Licht im Dunkel
- Bester Nebendarsteller: Burgess Meredith in Sturm über Washington
- Beste Nebendarstellerin: Angela Lansbury in Botschafter der Angst
- Bester fremdsprachiger Film: Sonntage mit Sybill von Serge Bourguignon

### Laurel Award
- Bestes Action-Drama: El Cid von Anthony Mann
  - Bester Action-Darsteller: John Wayne in Die Comancheros
- Bestes Drama: Die Kanonen von Navarone von J. Lee Thompson
  - Bester dramatischer Darsteller: Paul Newman in Haie der Großstadt
  - Beste dramatische Darstellerin: Shirley MacLaine in Infam
- Beste Komödie: Ein Pyjama für zwei von Delbert Mann
  - Bester komödiantischer Darsteller: Bob Hope in Junggeselle im Paradies
  - Beste komödiantische Darstellerin: Doris Day in Ein Pyjama für zwei
- Bestes Musical: West Side Story von Robert Wise
- Bester Unterhaltungsfilm: Die Vermählung ihrer Eltern geben bekannt von David Swift

### Weitere Filmpreise und Auszeichnungen
- Astor de Oro: I Giorni Contati von Elio Petri
- Directors Guild of America Award: Robert Wise für West Side Story
- Ernst-Lubitsch-Preis: Gustav Knuth für Der Lügner
- Internationales Filmfestival Karlovy Vary: Neun Tage eines Jahres von Michail Romm
- Louis-Delluc-Preis: Unsterbliche von Alain Robbe-Grillet und Auf Freiersfüßen von Pierre Étaix
- Nastro d’Argento: Die Nacht von Michelangelo Antonioni und Urteil von Nürnberg von Stanley Kramer
- Photoplay Award: Licht im Dunkel von Arthur Penn, Richard Chamberlain (populärster männlicher Star), Bette Davis (populärster weiblicher Star)
- Festival Internacional de Cine de Donostia-San Sebastián: Insel der verbotenen Liebe von Damiano Damiani (Goldene Muschel)
- Writers Guild of America Award: West Side Story (Bestes Musical), Haie der Großstadt (Bestes Drama), Frühstück bei Tiffany (Beste Komödie), Philip Dunne (Lebenswerk)

## Geburtstage

### Januar bis März
Januar

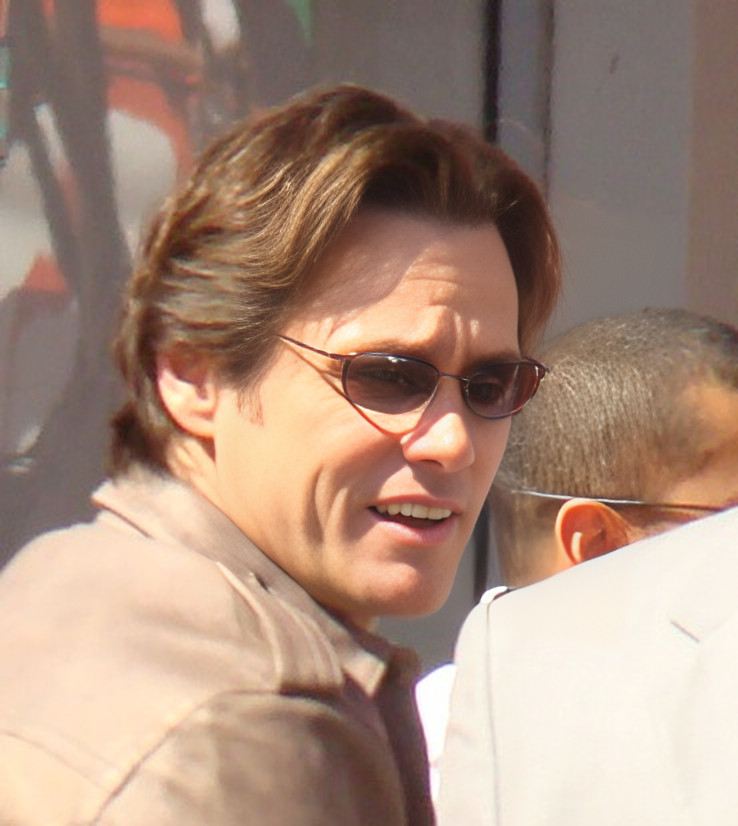
Jim Carrey (* 17. Januar)

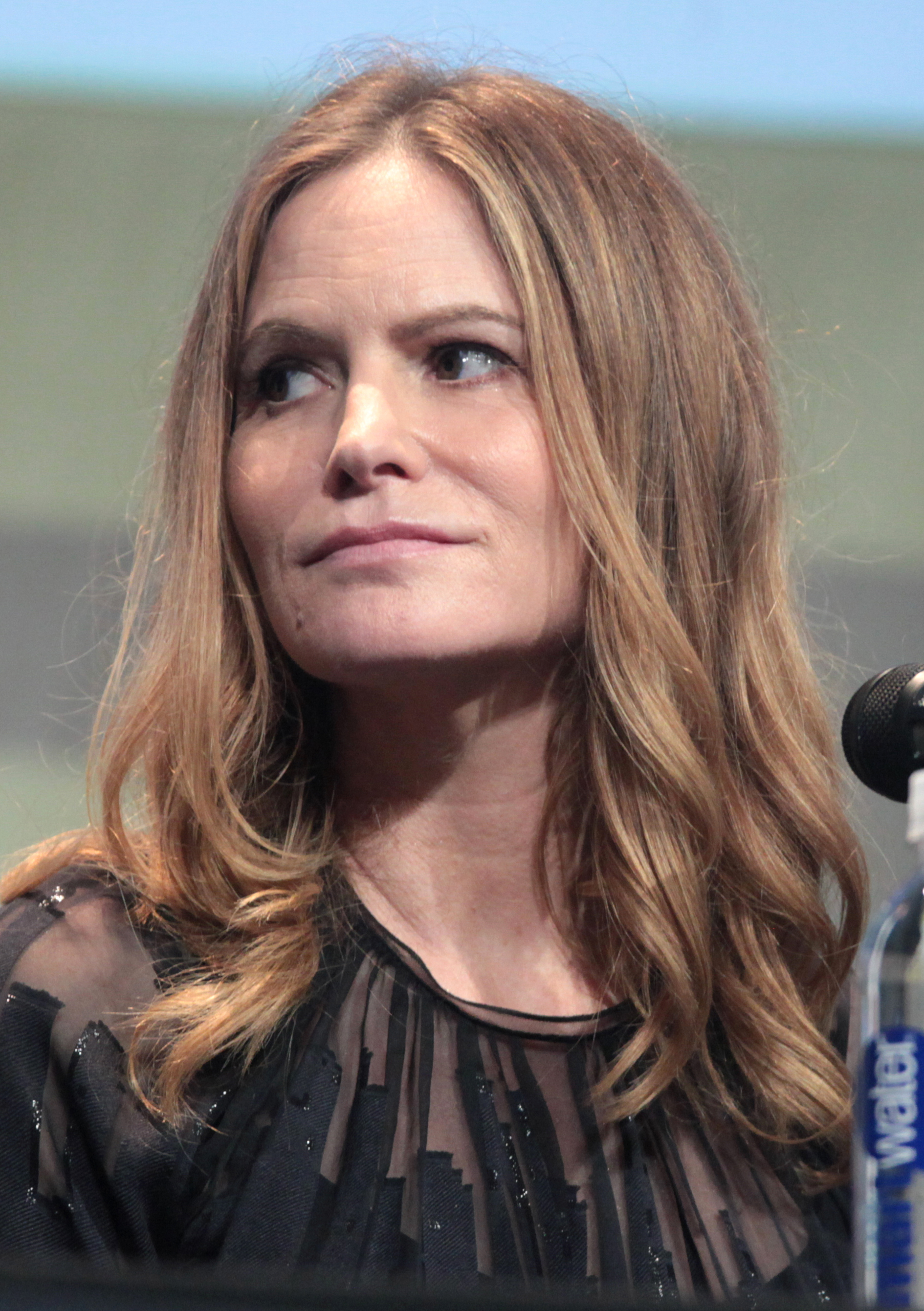
Jennifer Jason Leigh (* 5. Februar)

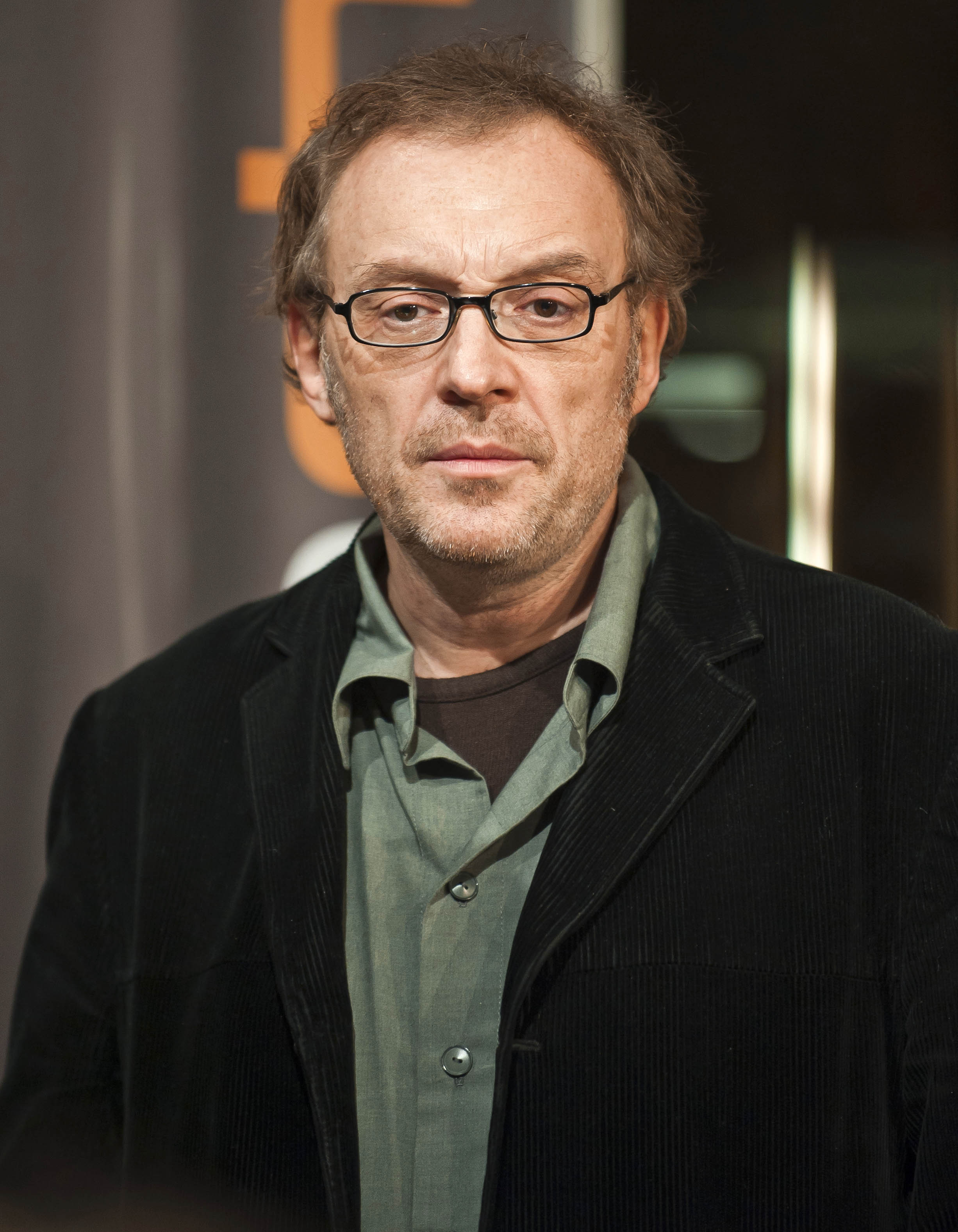
Josef Hader (* 14. Februar)

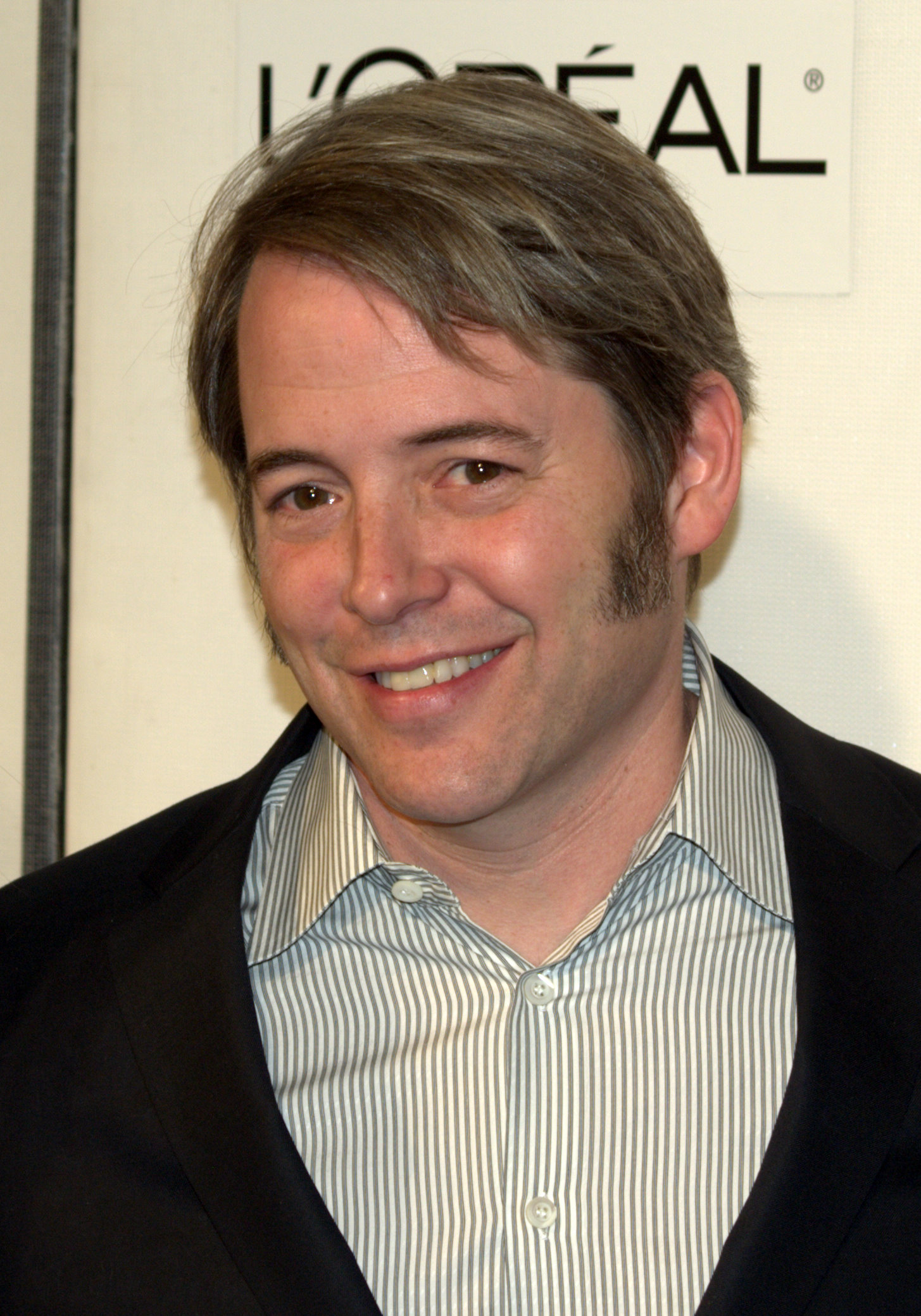
Matthew Broderick (* 21. März)

- 01. Januar: Carlos Gómez, US-amerikanischer Schauspieler
- 05. Januar: Suzy Amis, US-amerikanische Schauspielerin
- 15. Januar: Margherita Buy, italienische Schauspielerin
- 17. Januar: Jim Carrey, kanadischer Schauspieler
- 19. Januar: Conrad Goode, US-amerikanischer Schauspieler
- 21. Januar: Peter Lohmeyer, deutscher Schauspieler
- 21. Januar: Marie Trintignant, französische Schauspielerin
- 22. Januar: Choi Min-sik, koreanischer Schauspieler
- 22. Januar: Eric Schaeffer, US-amerikanischer Schauspieler und Regisseur
- 23. Januar: David Arnold, britischer Komponist
- 23. Januar: Richard Roxburgh, australischer Schauspieler
- 24. Januar: Edward Atterton, britischer Schauspieler
- 24. Januar: Uwe Bohm, deutscher Schauspieler († 2022)
- 25. Januar: Don Mancini, US-amerikanischer Drehbuchautor
- 28. Januar: Tyra Ferrell, US-amerikanische Schauspielerin
- 30. Januar: Michou Friesz, österreichische Schauspielerin

Februar
- 05. Februar: Jennifer Jason Leigh, US-amerikanische Schauspielerin
- 10. Februar: Wolfram Koch, deutscher Schauspieler
- 13. Februar: Heikko Deutschmann, österreichischer Schauspieler
- 14. Februar: Angela Schanelec, deutsche Regisseurin
- 14. Februar: Josef Hader, österreichischer Kabarettist, Schauspieler, Autor und Filmregisseur
- 15. Februar: Kurt McKinney, US-amerikanischer Schauspieler
- 16. Februar: Alexa Kenin, US-amerikanische Schauspielerin
- 17. Februar: Lou Diamond Phillips, US-amerikanischer Schauspieler
- 18. Februar: Julie Strain, US-amerikanische Schauspielerin († 2021)
- 22. Februar: Ethan Wayne, US-amerikanischer Schauspieler
- 24. Februar: Outi Mäenpää, finnische Schauspielerin
- 27. Februar: Adam Baldwin, US-amerikanischer Schauspieler
- 27. Februar: Grant Show, US-amerikanischer Schauspieler

März
- 04. März: Miriam Díaz Aroca, spanische Schauspielerin
- 05. März: Simon Abkarian, französischer Schauspieler
- 08. März: Leon Robinson, US-amerikanischer Schauspieler
- 11. März: Jeffrey Nordling, US-amerikanischer Schauspieler
- 17. März: Mark Pellington, US-amerikanischer Regisseur
- 20. März: Stephen Sommers, US-amerikanischer Regisseur und Drehbuchautor
- 21. März: Matthew Broderick, US-amerikanischer Schauspieler
- 21. März: Rosie O’Donnell, US-amerikanische Schauspielerin
- 22. März: Katarzyna Figura, polnische Schauspielerin
- 23. März: Günther Paal, österreichischer Schauspieler
- 25. März: Marcia Cross, US-amerikanische Schauspielerin
- 26. März: Marion von Stengel, deutsche Schauspielerin und Synchronsprecherin

### April bis Juni
April

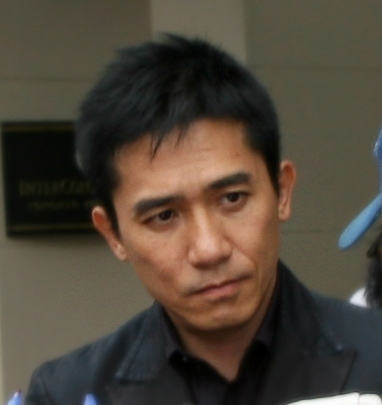
Tony Leung Chiu Wai (* 27. Juni)

- 03. April: Jennifer Rubin, US-amerikanische Schauspielerin
- 09. April: Isabel Coixet, spanische Regisseurin und Drehbuchautorin
- 10. April: Mark Livolsi, US-amerikanischer Filmeditor († 2018)
- 11. April: Karen Friesicke, deutsche Schauspielerin († 2015)
- 11. April: Vincent Gallo, US-amerikanischer Schauspieler und Regisseur
- 15. April: Alex Veadov, US-amerikanischer Schauspieler
- 23. April: John Hannah, britischer Schauspieler
- 27. April: James LeGros, US-amerikanischer Schauspieler

Mai
- 01. Mai: Maia Morgenstern, rumänische Schauspielerin
- 02. Mai: Elizabeth Berridge, US-amerikanische Schauspielerin
- 02. Mai: Tamara Jenkins, US-amerikanische Regisseurin und Drehbuchautorin
- 07. Mai: Dominik Moll, französischer Regisseur
- 10. Mai: David Fincher, US-amerikanischer Regisseur
- 12. Mai: Emilio Estevez, US-amerikanischer Schauspieler
- 12. Mai: April Grace, US-amerikanische Schauspielerin
- 14. Mai: Danny Huston, US-amerikanischer Schauspieler
- 15. Mai: Rod Lurie, US-amerikanischer Regisseur
- 17. Mai: Dmitri Iwanowitsch Sidorow, russischer Dokumentarfilmregisseur († 2016)
- 18. Mai: Nathaniel Parker, britischer Schauspieler
- 18. Mai: Karel Roden, tschechischer Schauspieler
- 25. Mai: Jacob Thuesen, dänischer Filmeditor und Regisseur
- 27. Mai: Steven Brill, US-amerikanischer Regisseur und Schauspieler
- 28. Mai: Andrei Panin, russischer Schauspieler und Regisseur († 2013)
- 31. Mai: Sebastian Koch, deutscher Schauspieler

Juni
- 03. Juni: Jan Ohlsson, schwedischer Kinderschauspieler
- 06. Juni: Alex Datcher, US-amerikanische Schauspielerin
- 07. Juni: Lance Reddick, US-amerikanischer Schauspieler und Musiker († 2023)
- 10. Juni: Gina Gershon, US-amerikanische Schauspielerin
- 10. Juni: Carolyn Hennesy, US-amerikanische Schauspielerin
- 10. Juni: Tzi Ma, US-amerikanischer Schauspieler
- 10. Juni: Chris Penn, US-amerikanischer Schauspieler († 2006)
- 10. Juni: Vincent Perez, schweizerischer Schauspieler und Regisseur
- 10. Juni: Harald Siepermann, deutscher Trickfilm-Animator († 2013)
- 13. Juni: Cezary Pazura, polnischer Schauspieler
- 13. Juni: Ally Sheedy, US-amerikanische Schauspielerin
- 14. Juni: Kim Lankford, US-amerikanische Schauspielerin
- 16. Juni: Arnold Vosloo, südafrikanisch-amerikanischer Schauspieler
- 22. Juni: Stephen Chow, chinesischer Regisseur und Schauspieler
- 22. Juni: Nicholas Lea, kanadischer Schauspieler
- 22. Juni: Joie Lee, US-amerikanische Schauspielerin
- 23. Juni: Kevin Yagher, US-amerikanischer Spezialeffektkünstler
- 24. Juni: Christine Neubauer, deutsche Schauspielerin, Hörspielsprecherin und Autorin
- 26. Juni: Ismaël Ferroukhi, französisch-marokkanischer Regisseur
- 27. Juni: Tony Leung Chiu Wai, chinesischer Schauspieler
- 28. Juni: Luc Feit, luxemburgischer Schauspieler
- 29. Juni: Amanda Donohoe, britische Schauspielerin

### Juli bis September
Juli

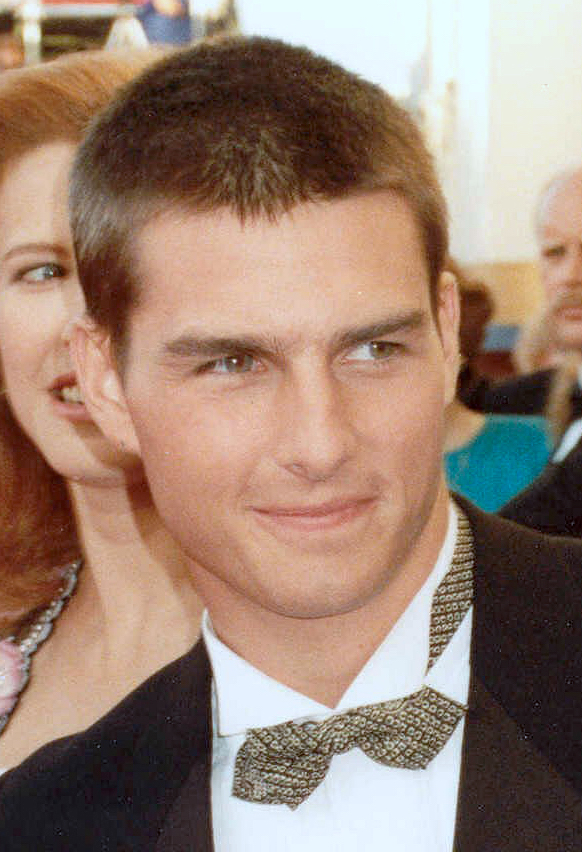
Tom Cruise (* 3. Juli)

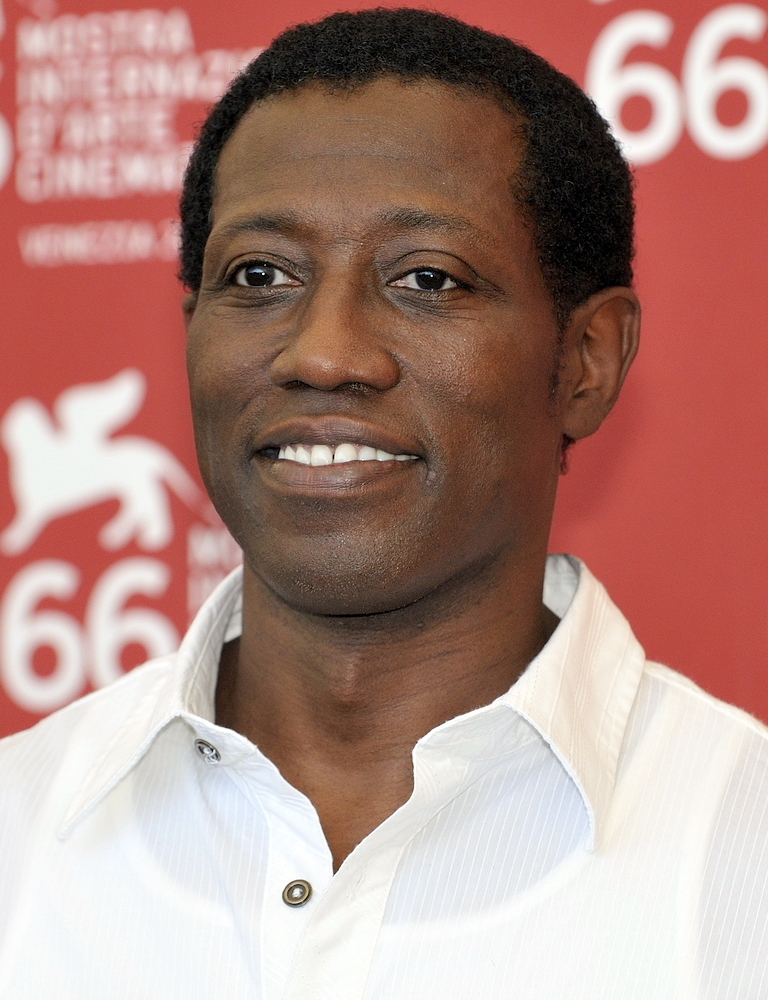
Wesley Snipes (* 31. Juli)

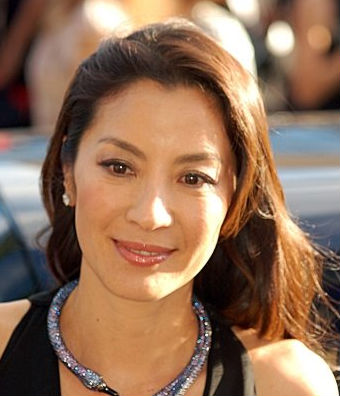
Michelle Yeoh (* 6. August)

- 01. Juli: Andre Braugher, US-amerikanischer Schauspieler († 2023)
- 03. Juli: Tom Cruise, US-amerikanischer Schauspieler
- 03. Juli: Thomas Gibson, US-amerikanischer Schauspieler
- 06. Juli: Peter Hedges, US-amerikanischer Drehbuchautor
- 07. Juli: Akiva Goldsman, US-amerikanischer Drehbuchautor
- 07. Juli: Sırrı Süreyya Önder, türkischer Regisseur und Schauspieler († 2025)
- 08. Juli: Rocky Carroll, US-amerikanischer Schauspieler
- 17. Juli: Bill Sage, US-amerikanischer Schauspieler
- 18. Juli: Lee Arenberg, US-amerikanischer Schauspieler
- 19. Juli: Anthony Edwards, US-amerikanischer Schauspieler
- 22. Juli: Roman Sergejewitsch Madjanow, sowjetisch-russischer Schauspieler († 2024)
- 23. Juli: Eriq La Salle, US-amerikanischer Schauspieler
- 31. Juli: Wesley Snipes, US-amerikanischer Schauspieler

August
- 06. August: Michelle Yeoh, malaysische Schauspielerin
- 07. August: Johan Kling, schwedischer Regisseur und Drehbuchautor
- 13. August: John Slattery, US-amerikanischer Schauspieler
- 15. August: David Zayas, US-amerikanischer Schauspieler
- 16. August: Steve Carell, US-amerikanischer Schauspieler
- 17. August: Pierre Sanoussi-Bliss, deutscher Schauspieler, Filmregisseur und Drehbuchautor
- 18. August: Stephen Endelman, britischer Komponist
- 18. August: Claudio Maniscalco, deutscher Sänger und Schauspieler
- 18. August: Adam Storke, US-amerikanischer Schauspieler
- 18. August: Irina von Bentheim, deutsche Schauspielerin und Synchronsprecherin
- 18. August: Johnny Klimek, australischer Musiker und Komponist
- 19. August: Valérie Kaprisky, französische Schauspielerin
- 20. August: Ravil Isyanov, russischer Schauspieler († 2021)
- 20. August: James Marsters, US-amerikanischer Schauspieler
- 25. August: Victor Löw, niederländischer Schauspieler
- 27. August: Dean Devlin, US-amerikanischer Produzent
- 28. August: David Fincher, US-amerikanischer Regisseur und Produzent
- 29. August: Rebecca De Mornay, US-amerikanische Schauspielerin

September
- 07. September: Cliff Simon, südafrikanischer Schauspieler († 2021)
- 08. September: Thomas Kretschmann, deutscher Schauspieler
- 11. September: Kristy McNichol, US-amerikanische Schauspielerin
- 12. September: Mary Kay Adams, US-amerikanische Schauspielerin
- 12. September: Michel Qissi, US-amerikanischer Schauspieler
- 12. September: Amy Yasbeck, US-amerikanische Schauspielerin
- 15. September: Rebecca Miller, US-amerikanische Regisseurin und Schriftstellerin
- 17. September: Paul Feig, US-amerikanischer Schauspieler und Regisseur
- 17. September: Baz Luhrmann, australischer Regisseur
- 17. September: Dustin Nguyen, US-amerikanischer Schauspieler
- 21. September: Rob Morrow, US-amerikanischer Schauspieler
- 24. September: Nia Vardalos, kanadische Schauspielerin
- 25. September: Beth Toussaint, US-amerikanische Schauspielerin
- 25. September: Aida Turturro, US-amerikanische Schauspielerin
- 26. September: Melissa Sue Anderson, kanadisch-US-amerikanische Schauspielerin
- 28. September: Sam Miller, britischer Regisseur
- 30. September: Jan-Gregor Kremp, deutscher Schauspieler

### Oktober bis Dezember
Oktober

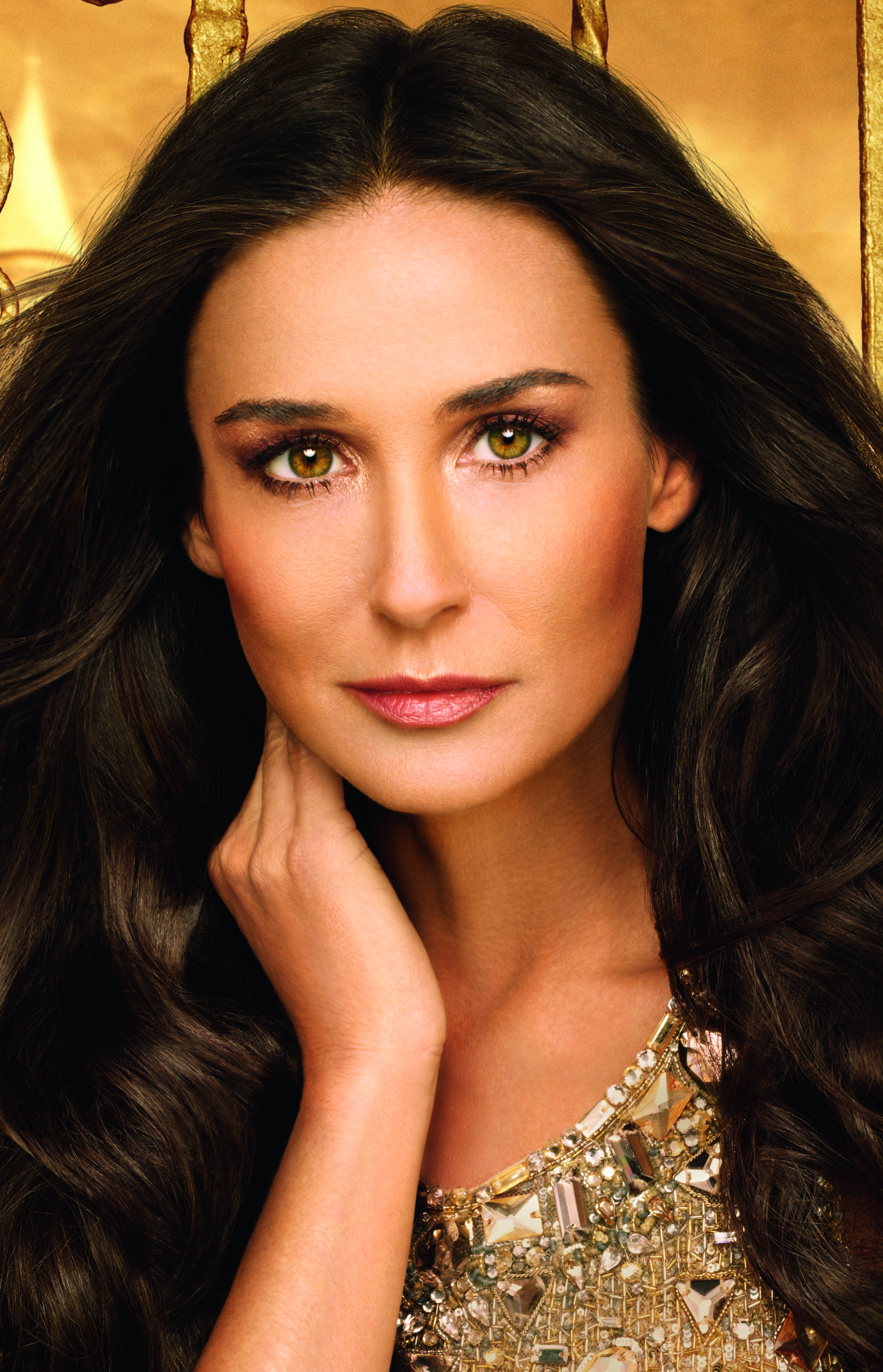
Demi Moore (* 11. November)

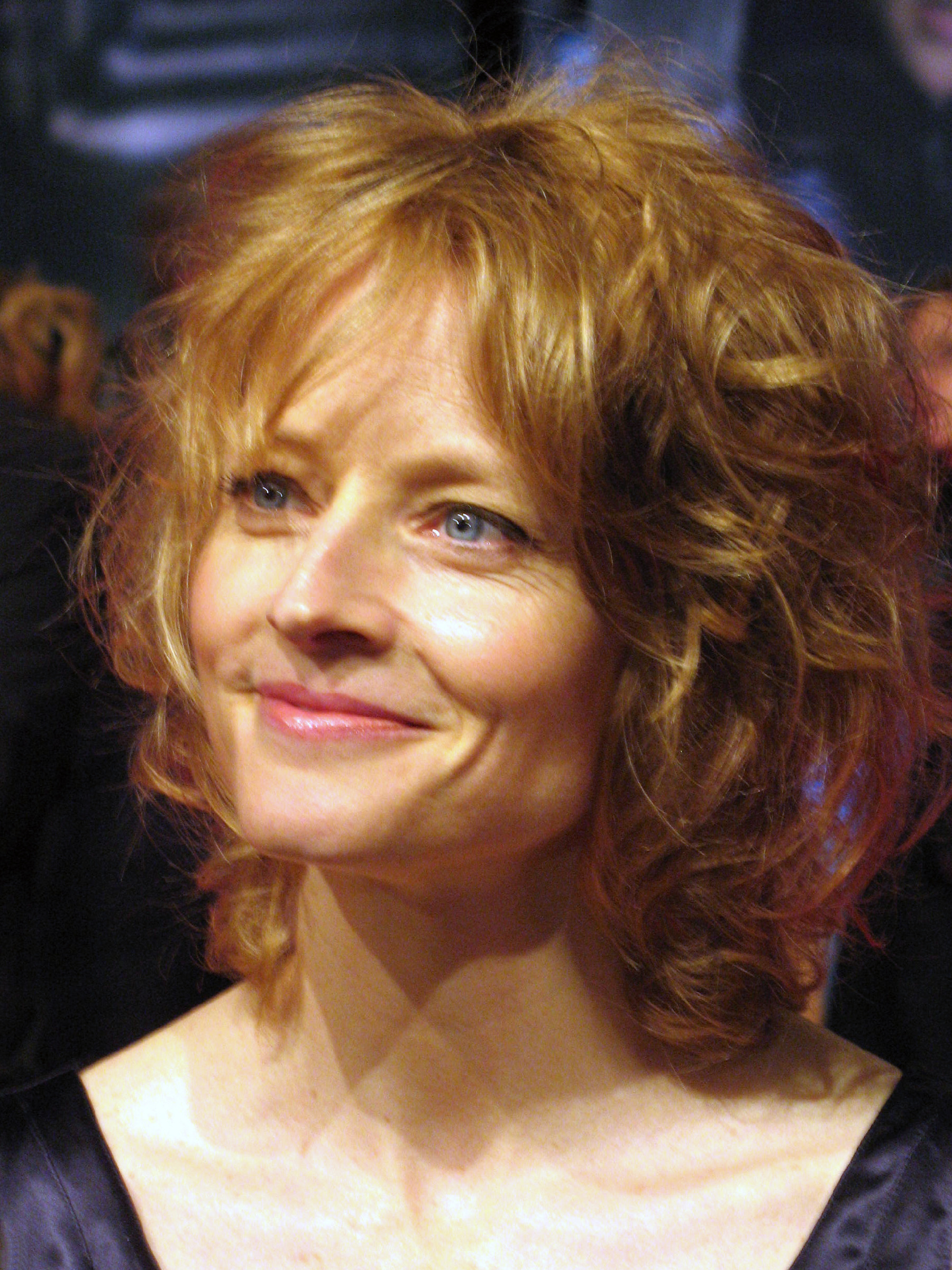
Jodie Foster (* 19. November)

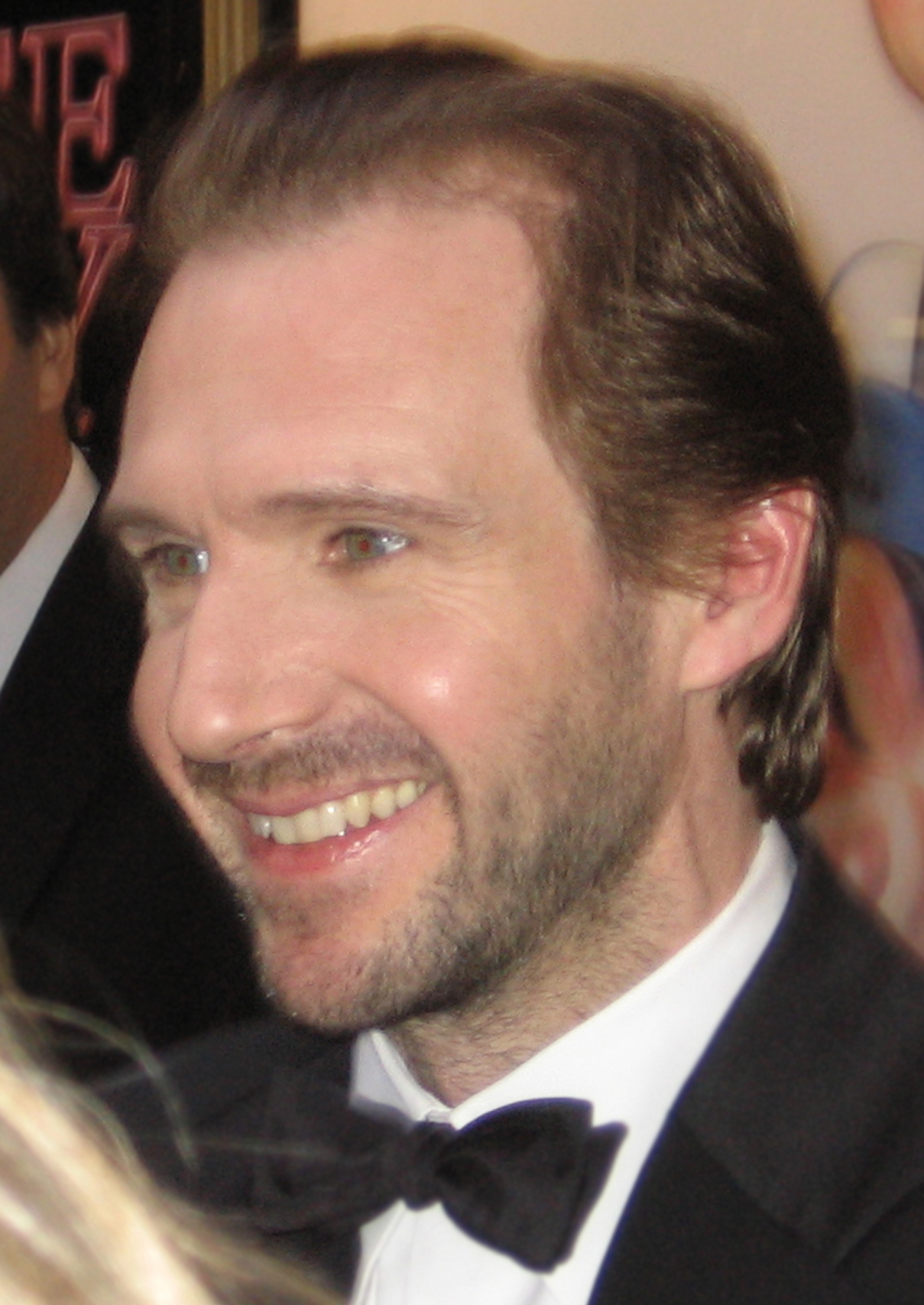
Ralph Fiennes (* 22. Dezember)

- 11. Oktober: Joan Cusack, US-amerikanische Schauspielerin
- 13. Oktober: Kelly Preston, US-amerikanische Schauspielerin
- 14. Oktober: Michael Althen, deutscher Filmkritiker († 2011)
- 18. Oktober: Vincent Spano, US-amerikanischer Schauspieler und Filmregisseur
- 20. Oktober: David M. Evans, US-amerikanischer Drehbuchautor und Regisseur
- 26. Oktober: Cary Elwes, britischer Schauspieler
- 28. Oktober: Daphne Zuniga, US-amerikanische Schauspielerin

November
- 03. November: David Brenner, US-amerikanischer Filmeditor († 2022)
- 06. November: Georg Uecker, deutsch-norwegischer Schauspieler und Autor
- 07. November: Dirk Shafer, US-amerikanischer Schauspieler, Regisseur und Drehbuchautor († 2015)
- 09. November: Teryl Rothery, kanadische Schauspielerin
- 11. November: Demi Moore, US-amerikanische Schauspielerin
- 14. November: Laura San Giacomo, US-amerikanische Schauspielerin
- 18. November: Tim Guinee, US-amerikanischer Schauspieler
- 19. November: Jodie Foster, US-amerikanische Schauspielerin
- 28. November: Tobias Langhoff, deutscher Theater- und Filmschauspieler († 2022)
- 29. November: Andrew McCarthy, US-amerikanischer Schauspieler
- 30. November: Daniel Myrick, US-amerikanischer Regisseur und Drehbuchautor
- 30. November: Daniel Waters, US-amerikanischer Drehbuchautor und Regisseur

Dezember
- 01. Dezember: Detlev Buck, deutscher Regisseur
- 02. Dezember: Filip Peeters, belgischer Schauspieler
- 05. Dezember: Marion Kracht, deutsche Schauspielerin
- 06. Dezember: Jan Georg Schütte, deutscher Schauspieler, Regisseur sowie Drehbuch- und Hörspielautor
- 06. Dezember: Janine Turner, US-amerikanische Schauspielerin
- 09. Dezember: Felicity Huffman, US-amerikanische Schauspielerin
- 10. Dezember: Charles Matthau, US-amerikanischer Schauspieler und Regisseur
- 14. Dezember: Bela B, deutscher Rocksänger, Schlagzeuger und Schauspieler
- 16. Dezember: Maruschka Detmers, niederländische Schauspielerin
- 20. Dezember: Thomas Engel, deutscher Schauspieler
- 22. Dezember: Ralph Fiennes, britischer Schauspieler
- 31. Dezember: Katy Karrenbauer, deutsche Schauspielerin und Sängerin

### Tag unbekannt
- Pedro Hestnes, portugiesischer Schauspieler († 2011)
- Peter Hewitt, britischer Drehbuchautor, Produzent und Regisseur

## Verstorbene

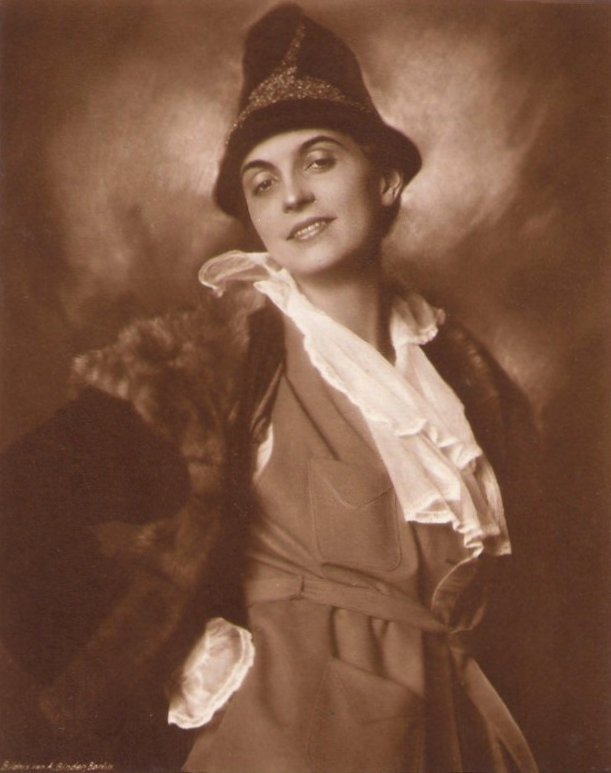
Erna Morena († 20. Juli)

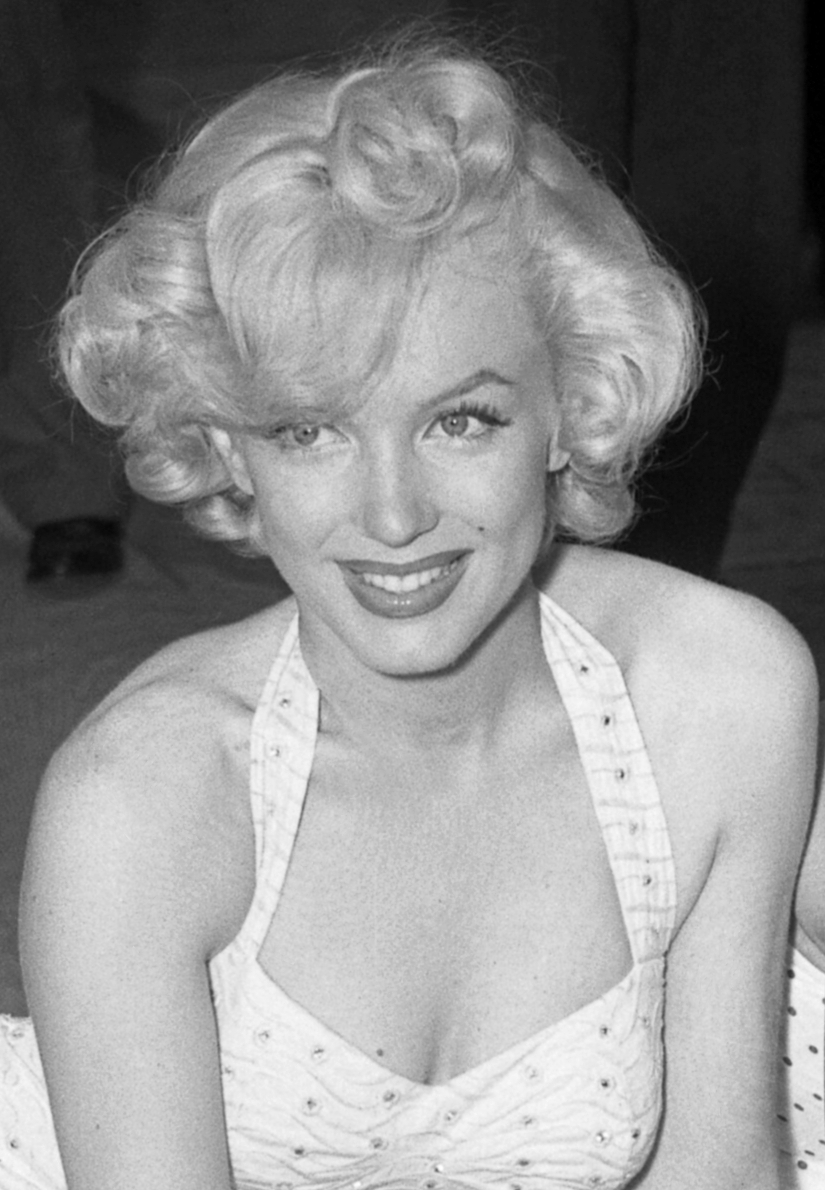
Marilyn Monroe († 5. August)

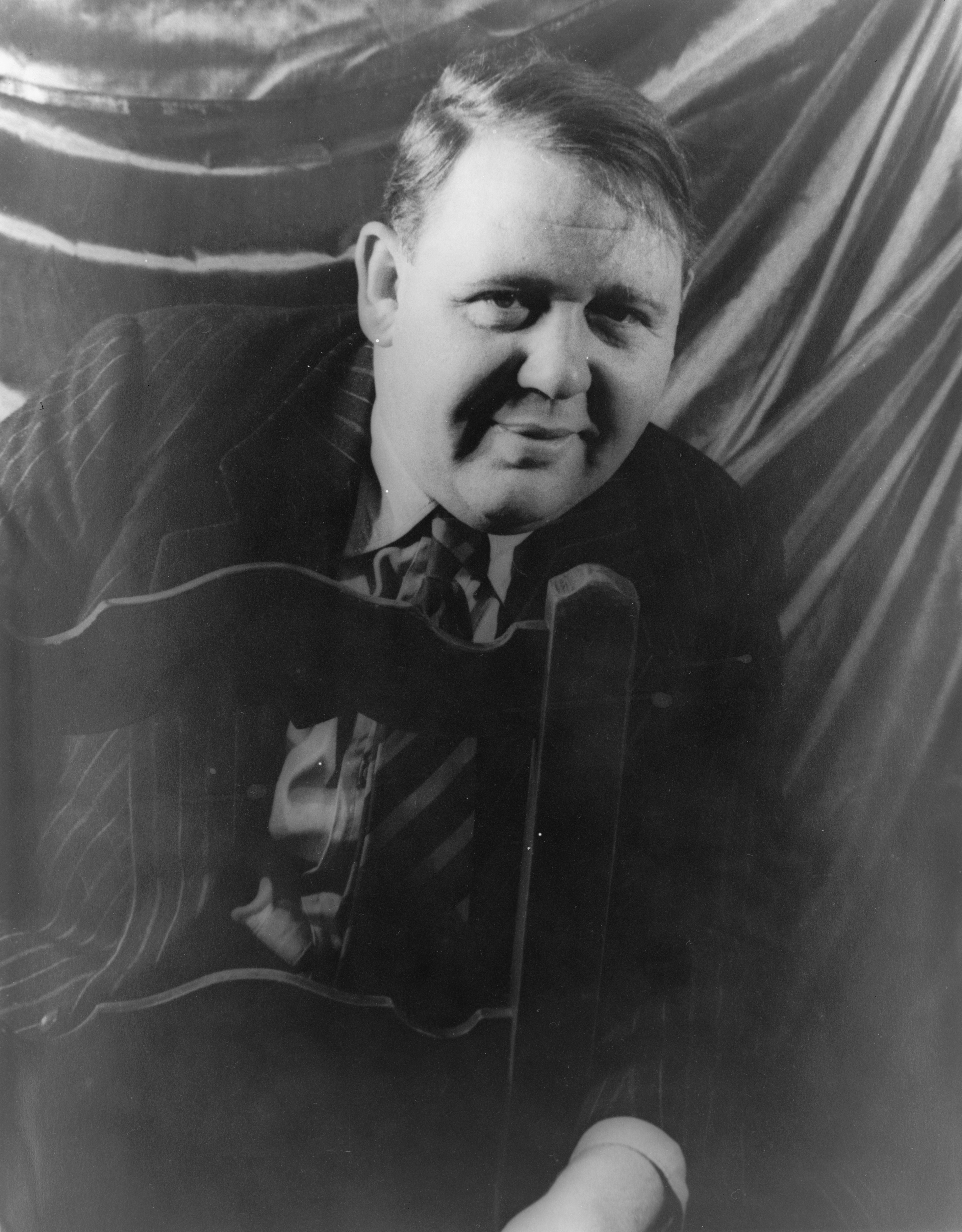
Charles Laughton († 15. Dezember)

### Januar bis Juni
- 05. Januar: Kurt Schröder, deutscher Dirigent und Komponist (* 1888)
- 06. Januar: Robert Herlth, deutscher Szenenbildner (* 1893)
- 12. Januar: Alfred Stöger, österreichischer Schauspieler, Regisseur und Produzent (* 1900)
- 13. Januar: Ernie Kovacs, US-amerikanischer Schauspieler (* 1919)
- 19. Januar: Snub Pollard, australischer Schauspieler (* 1889)
- 20. Januar: Ekkehard Kyrath, deutscher Kameramann (* 1909)

- 01. Februar: Carey Wilson, US-amerikanischer Drehbuchautor und Filmproduzent (* 1889)
- 10. Februar: John J. Mescall, US-amerikanischer Kameramann (* 1899)
- 28. Februar: Chic Johnson, US-amerikanischer Schauspieler (* 1891)

- 10. März: William Wauer, deutscher Regisseur (* 1866)
- 27. März: James Basevi, US-amerikanischer Szenenbildner und Filmtechniker (* 1890)

- 11. April: Michael Curtiz, ungarisch-amerikanischer Regisseur (* 1888)
- 17. April: Louise Fazenda, US-amerikanische Schauspielerin (* 1895)

- 12. Mai: Walter Scherau, deutscher Volksschauspieler (* 1903)

- 17. Juni: Conrad Salinger, US-amerikanischer Komponist und Arrangeur (* 1901)
- 19. Juni: Frank Borzage, US-amerikanischer Regisseur (* 1893)
- 24. Juni: Lucile Watson, US-amerikanische Schauspielerin (* 1879)
- 27. Juni: Xenia Desni, russische Schauspielerin (* 1897)

### Juli bis Dezember
- 06. Juli: William Faulkner, US-amerikanischer Schriftsteller (* 1897)
- 20. Juli: Erna Morena, deutsche Schauspielerin (* 1885)

- 05. August: Marilyn Monroe, US-amerikanische Schauspielerin (* 1926)
- 10. August: Willy Schaeffers, deutscher Schauspieler (* 1884)
- 10. August: Franz Weber, deutscher Schauspieler (* 1888)
- 18. August: Axel Monjé, deutscher Schauspieler und Synchronsprecher (* 1910)
- 19. August: Robert Bürkner, deutscher Schauspieler, Regisseur und Autor (* 1887)

- 01. September: Florence Lee, US-amerikanische Schauspielerin (* 1888)

- 18. Oktober: Iván Petrovich, serbisch-deutscher Schauspieler (* 1894)

- 08. November: Willis O’Brien, US-amerikanischer Tricktechniker (* 1886)
- 15. November: Ralph Dawson, US-amerikanischer Filmeditor (* 1897)
- 18. November: Georg C. Klaren, österreichischer Drehbuchautor und Regisseur (* 1900)

- 07. Dezember: Ernst Werndl, österreichischer Filmtechnikpionier (* 1886)
- 14. Dezember: Tito Vuolo, US-amerikanischer Schauspieler (* 1893)
- 15. Dezember: Charles Laughton, britischer Schauspieler (* 1899)
- 17. Dezember: Robert M. Haas, US-amerikanischer Filmarchitekt (* 1889)
- 17. Dezember: Thomas Mitchell, US-amerikanischer Schauspieler (* 1892)